# Under the Influence (Overkill)
Under The Influence è un album della band thrash metal Overkill, pubblicato nel 1988 dalla Megaforce Records.

## Tracce
1. Shred – 4:05
2. Never Say Never – 5:58
3. Hello From the Gutter – 4:12
4. Mad Gone World – 4:31
5. Brainfade – 4:08
6. Drunken Wisdom – 6:18
7. End of the Line – 7:03
8. Head First – 6:02
9. Overkill III (Under the Influence) – 6:28

## Formazione
- Bobby Ellsworth – voce
- D.D. Verni – basso
- Bobby Gustafson – chitarra
- Sid Falck – batteria